# Jakob Hegner
Jakob Hegner (auch: Jacques Hegner, Jean Jacques Hegner, Pseudonym: Meta Seemann, geboren 25. Februar 1882 in Wien, Österreich-Ungarn; gestorben 24. September 1962 in Lugano) war ein österreichischer Drucker, Verleger und Übersetzer.

## Leben

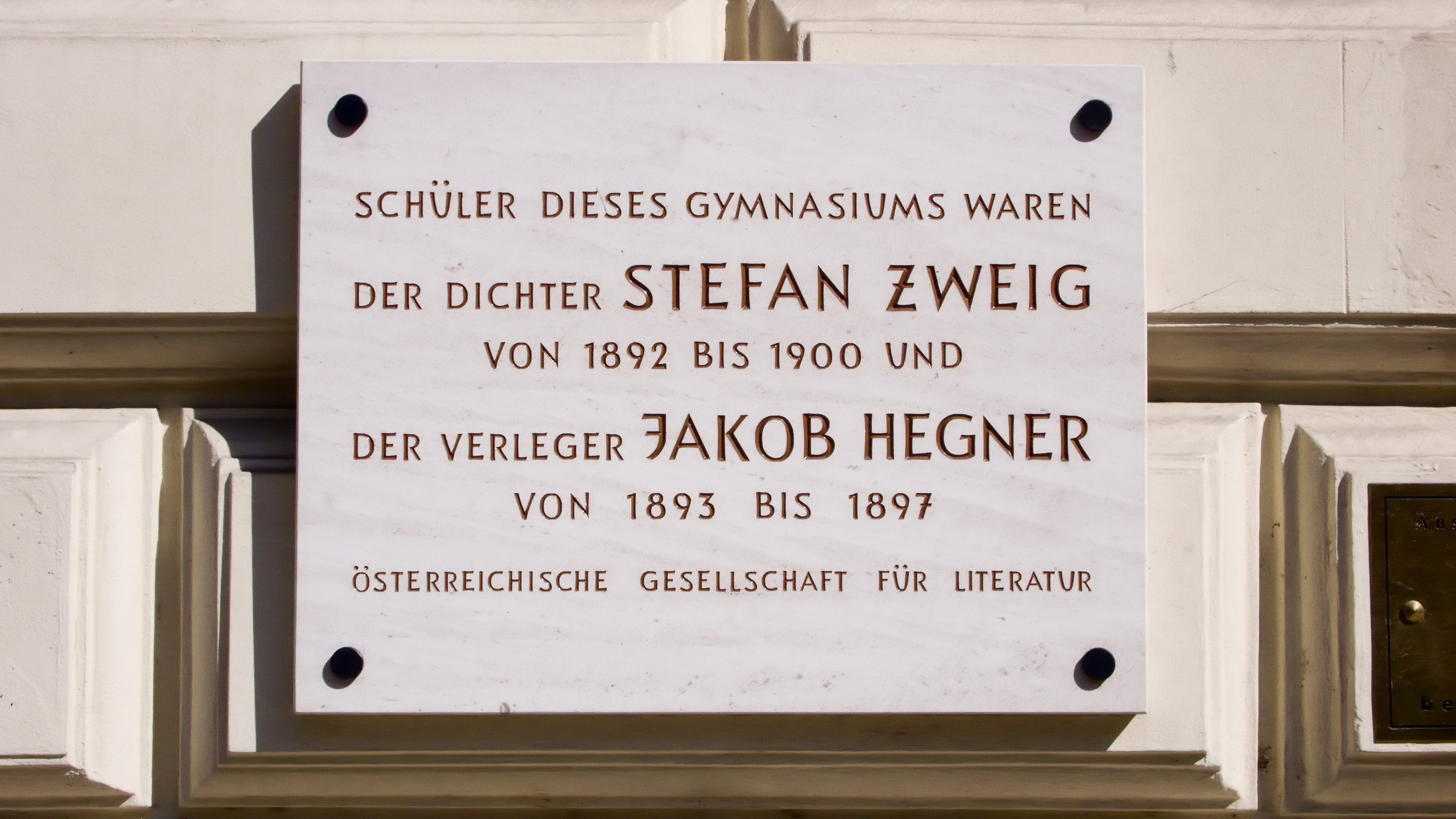
Gedenktafel für Stefan Zweig und Jakob Hegner am Gymnasium Wasagasse

Jakob Hegner entstammte einer jüdischen Familie. Er besuchte in Wien das Gymnasium Wasagasse, wo er Schulkamerad von Stefan Zweig war, und hörte 1900 Vorlesungen in Philosophie, Geschichte und Kunstgeschichte an der Universität Leipzig. Gleichzeitig war er Mitarbeiter des Verlages Hermann Seemann Nachfolger. Nach einem längeren Aufenthalt in Florenz kehrte er 1903 nach Deutschland zurück und gründete in Berlin den „Verlag Jacques Hegner“. Ab 1910 war er in der neugegründeten Gartenstadt Hellerau bei Dresden ansässig. Dort gründete er 1912 den „Hellerauer Verlag Jakob Hegner“, in dem u. a. die ersten deutschen Übersetzungen von Werken Paul Claudels erschienen.
Während des Ersten Weltkriegs war Jakob Hegner im Wiener Kriegspressequartier tätig. 1918 gründete er die „Hellerauer Druckerei“, die Wert auf herkömmliche Techniken (Handsatz) und qualitätvolle Typografie legte. 1919 konvertierte Hegner zum Protestantismus und heiratete Elisabeth
Droese, die Tochter eines protestantischen Pfarrers. Im Verlauf der Weltwirtschaftskrise musste er 1930 mit seinen beiden Hellerauer Firmen Konkurs anmelden. Er war in den folgenden Jahren für die Großdruckerei Oscar Brandstetter in Leipzig tätig. Auch während der ersten Jahre des Dritten Reiches verlegte Hegner weiterhin ausgesprochen christliche Autoren wie Theodor Haecker und Romano Guardini. 1935 konvertierte er ein zweites Mal, diesmal zum Katholizismus. 1936 erfolgte sein Ausschluss aus der Reichsschrifttumskammer. Hegner ging nach Österreich, wo er in Wien den „Thomas-Verlag“ gründete. Nach dem Anschluss Österreichs an das Deutsche Reich im Jahre 1938 emigrierte er nach Großbritannien.
Nach dem Ende des Zweiten Weltkriegs ging Jakob Hegner in die Schweiz, wo er 1946 in Olten den „Summa-Verlag“ gründete. Es folgte 1949 die Gründung des Jakob-Hegner-Verlags in Köln, der kurze Zeit später vom Bachem-Verlag übernommen wurde. Hegner lebte zuletzt in Basel und in Lugano.
Jakob Hegners Verdienste liegen in erster Linie auf dem Gebiet der Buchgestaltung und der Förderung christlicher Autoren. Daneben trat er auch als Übersetzer aus dem Französischen und Englischen hervor. Hegner erhielt 1957 das Große Bundesverdienstkreuz, 1961 für sein übersetzerisches Werk den Johann-Heinrich-Voß-Preis der Deutschen Akademie für Sprache und Dichtung in Darmstadt sowie 1962 das Große Silberne Ehrenzeichen für Verdienste um die Republik Österreich.
Hegner wurde auf dem Haidhauser Friedhof in München beerdigt.

## Herausgeberschaft
- Paul Claudel: Lobpreisung, Zürich 1950
- Richard Friedenthal: Brot und Salz, London 1943
- Albin Stuebs: Spanischer Tod, London 1943
- Toni Sussman: Theodor Däubler, London 1943

## Übersetzungen
- Georges Bernanos: Die Geschichte der Mouchette, Wien 1937
- Georges Bernanos: Der heilige Dominikus, Leipzig 1935
- Georges Bernanos: Die Sonne Satans, Köln 1950 (übersetzt zusammen mit Friedrich Burschell)
- Georges Bernanos: Tagebuch eines Landpfarrers, Wien 1936
- Georges Bernanos: Ein Verbrechen, Leipzig 1935
- Paul Claudel: Aus der „Erkenntnis des Ostens“, Leipzig 1914
- Paul Claudel: Goldhaupt, Hellerau b. Dresden 1915
- Paul Claudel: Der Ruhetag, Dresden-Hellerau 1916
- Paul Claudel: Der Tausch, Hellerau 1920
- Paul Claudel: Verkündigung, Hellerau 1912
- Ernest Hello: Der Mensch, Leipzig 1935
- Francis Jammes: Der baskische Himmel, Hellerau 1926
- Francis Jammes: Der Hasenroman, Berlin 1916
- Francis Jammes: Klara oder Der Roman eines jungen Mädchens aus der alten Zeit, Hellerau 1921
- Francis Jammes: Marie oder Die Geschichte eines jungen Mädchens vom Land, Hellerau 1926
- Francis Jammes: Röslein oder Der Roman eines leicht hinkenden jungen Mädchens, Hellerau 1920
- Francis Jammes: Der Rosenkranzroman, Hellerau 1929
- Bruce Marshall: Alle Herrlichkeit ist innerlich, Köln [u. a.] 1954
- Bruce Marshall: Die Dame Mila, Köln [u. a.] 1962
- Bruce Marshall: Du bist schön, meine Freundin, Köln [u. a.] 1953
- Bruce Marshall: Keiner kommt zu kurz oder Der Stundenlohn Gottes, Köln [u. a.] 1952
- Bruce Marshall: Die rote Donau, Köln [u. a.] 1956
- Bruce Marshall: Der rote Hut, Köln [u. a.] 1960
- Bruce Marshall: Das Wunder des Malachias, Köln 1950
- Guy de Maupassant: Yvette, Berlin [u. a.] 1905 (übersetzt unter dem Namen Jean Jacques Hegner)
- Marcel Schwob: Die Gabe an die Unterwelt, Hellerau 1926
- Marcel Schwob: Der Roman der zweiundzwanzig Lebensläufe, Hellerau 1925
- Marcel Schwob: Der Sternenbrand, Lindau 1948